# Renata Knapik-Miazga
Renata Knapik-Miazga (Tarnów, 15 de julho de 1988) é uma esgrimista polonesa.

## Carreira
Knapik começou a praticar esgrima em um clube em Cracóvia depois de brincar com tacos quando criança. Quando ela tinha 14 anos, seus médicos a proibiram de continuar praticando esgrima por causa de problemas na mão direita. Ela trocou a mão da arma e continuou. Ela ganhou uma medalha de bronze individual e por equipe no Campeonato Europeu Júnior de 2007, depois uma medalha de prata no Campeonato Europeu Sub-23 de 2011.
Na categoria sênior, ela subiu ao seu primeiro pódio na Copa do Mundo em 2010 com um terceiro lugar em Florina. Ela foi campeã nacional da Polônia em 2012 e 2013. No Campeonato Europeu de 2013 em Zagreb, ela chegou às quartas de final ao derrotar a ucraniana Anfisa Pochkalova, depois perdeu para a romena Ana Maria Brânză e saiu com uma medalha de bronze.
Nos Jogos Olímpicos de Verão de 2024, em Paris, conquistou a medalha de bronze na disputa de espada por equipes ao lado de Aleksandra Jarecka, Alicja Klasik e Martyna Swatowska-Wenglarczyk.
Knapik estuda engenharia civil na Universidade Técnica Tadeusz Kościuszko.